# París-Londres
París-Londres, también conocida como "La Gran Boutique", fue una cadena de tiendas departamentales que fueron compradas y rebautizadas como Suburbia en la década de 1990 después de que México comenzara a permitir importaciones del extranjero a gran escala. La tienda principal estaba ubicada en la calle 16 de Septiembre 81 en el Centro Histórico de la Ciudad de México, y había sucursales en Perisur, Plaza Satélite y en Polanco. 

## Historia
La tienda hacía referencia a dos capitales europeas de la moda: París y Londres, el objetivo era ofrecer prendas de calidad a un precio atractivo, con su lema "París Londres, la gran boutique", sus competidores eran El Palacio de Hierro y El Puerto de Liverpool principalmente, en 1990 es comprada por la tienda de ropa Suburbia, en ese entonces propiedad de Grupo Cifra.
Incendio en la sucursal de Insurgentes sur en la Ciudad de México
En sus últimos días de vida, la tienda París Londres ubicada en la avenida Insurgentes Sur 1235 fue provocado un incendio aunque se desconocen los motivos, se dice que ese mismo día hubo una venta especial de descuentos.

## Almacenes
Las tiendas París Londres estaban ubicadas en: 
- Centro, Av. 16 de Septiembre #81. Ahora es un restaurante VIPS. (19°25′55″N 99°08′06″O / 19.4318693, -99.1349345)
- Zona Colonia del Valle, Av. Insurgentes Sur 1235, el sitio ahora es un edificio de oficinas.
- Condesa, Av. Sonora 180, esquina noreste de Av. Ámsterdam. El sitio ahora es un edificio de uso mixto (condominios, gimnasio, tiendas Miniso, Starbucks)
- Lindavista, Av. Instituto Politécnico Nacional 1787
- Polanco en Av. Horacio 203, ahora hipermercado Innovasport [5]
- Perisur
- Satélite en Plaza Satélite[6]
- Toluca Centro Ubicada en la zona centro de Toluca cerca de los Portales de Toluca.
- Toluca Paseo Tollocan tienda ubicada sobre Avenida Paseo Tollocan #1005, años después fue operado por Suburbia sucursal actualmente cerrada, en la actualidad es una tienda Distribuidora de Colchas Venado.
- Puebla en Plaza Dorada[7]
- San Luis Potosí en Plaza Tangamanga, ahora es la tienda departamental Sears
- Guadalajara Centro en la zona Centro.
- "Chapultepec" Plaza México Ubicada dentro del centro comercial Plaza México inaugurada a finales de 1979, años después fue operado por Suburbia sucursal actualmente cerrada.
- "Americas" Plaza Patria tienda inaugurada en 1976 durante la segunda etapa de construcción del centro comercial Plaza Patria, años después operado por Suburbia hoy espacio demolido.